# Municipio de Kanasín

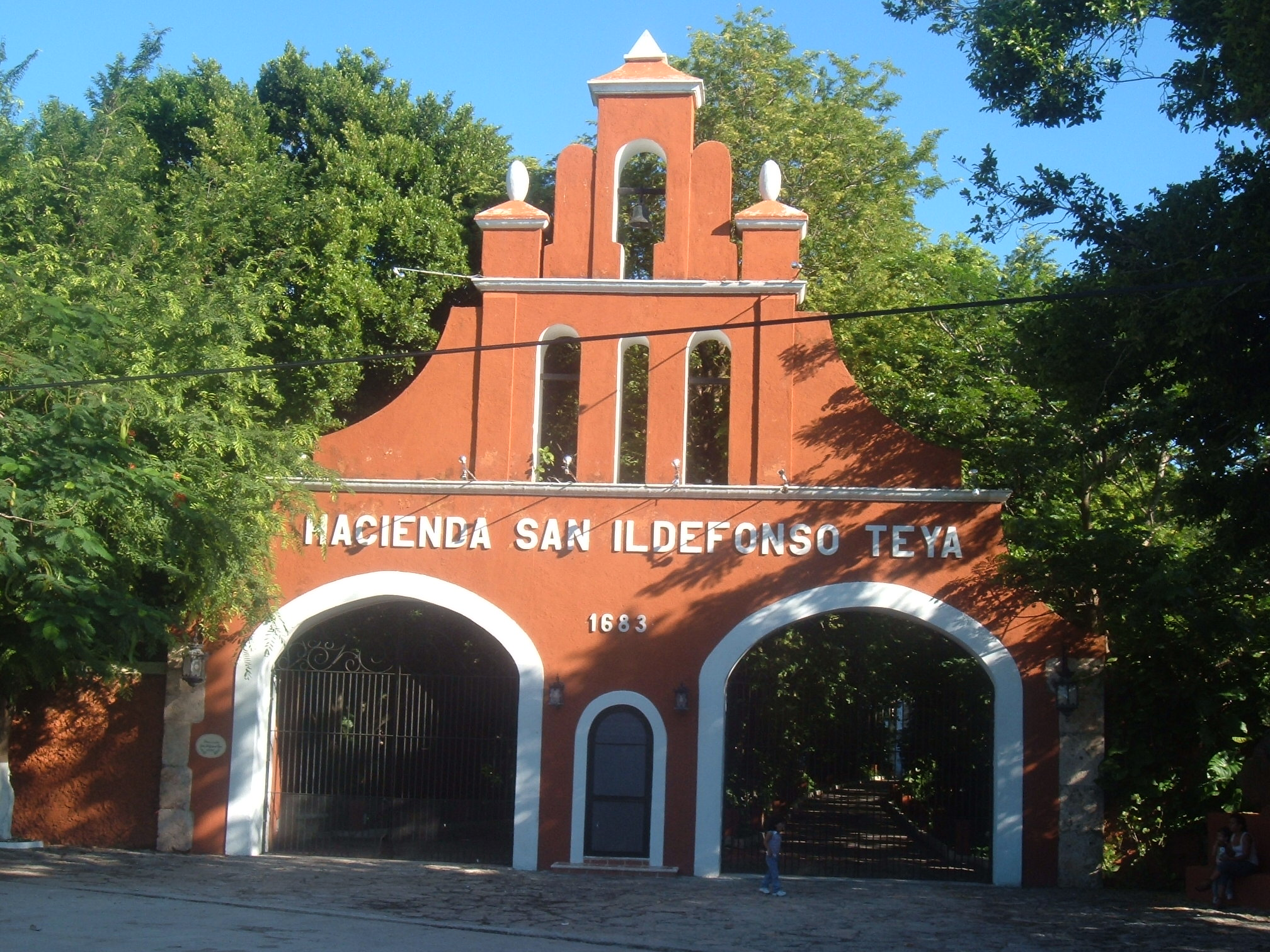
Hacienda Teya.

El municipio de Kanasin es uno de los 106 municipios del estado mexicano de Yucatán. Su cabecera municipal es la localidad homónima de Kanasín. Es uno de los tres municipios conurbados en la región metropolitana que se integra junto con Mérida (municipio) y Umán (municipio).

## Toponimia
El nombre del municipio significa en lengua maya Tú tensas o Tensas, fuertemente. Se deriva de los vocablos mayas Kan (contracción de Kann), fuerte y, por otra parte Zin, que significa tensar o estirar.

## Colindancia
El municipio de Kanasín colinda con los siguientes municipios: al norte con Mérida, al sur con Timucuy y Acanceh, al oriente con Tixpéhual y al poniente con Mérida, ciudad con la que forma una gran región conurbada.

## Datos históricos
La población de Kanasín, cabecera del municipio surge después de la conquista. La importancia del poblado y el municipio empieza propiamente en 1821 cuando Yucatán se declara Independencia de Méxicoindependiente de la corona española.
- 1700: Se asigna la encomienda a Francisco de Sosa, con 209 indios a su cargo.
- 1727: Es encomienda de Josefa Díaz Bolio, con 211 indios.
- 1733: Se da la encomienda a sor María Josefa, con 155 indios bajo su custodia.
- 1825: Kanasín pasa a formar parte del partido de Mérida, quedando esta última como cabecera.
- 1925: Kanasín es municipio libre

## Economía
El municipio está integrado a la denominada zona henequenera de Yucatán, debido a que su principal cultivo era el henequén. Con la declinación de la actividad henequenera, otros cultivos como el maíz, el frijol, los cítricos, han cobrado mayor importancia. También se ha practicado la cría de ganado porcino, bovino y ovino, así como la avicultura y la apicultura.
existe en el municipio una desfibradora de henequén, en San Antonio Tehuitz y una empacadora de frutas y alimentos. Hay también procesadoras de piedra caliza y una fábrica de mosaicos.
La economía del municipio está altamente influenciada por la vecindad con Mérida, por lo que el turismo y los servicios relacionados como la industria restaurantera son también importantes.

## Patrimonio
- Arquitectónico:
  - Hay un importante yacimiento arqueológico maya descubierto en 2018 denominado Xiol
  - Hay un templo católico dedicado a San José, construido en el siglo XVII.
  - Las antiguas haciendas de Teya y San Pedro Nohpat.
- Cultural:
  - El 8 de diciembre se celebra la fiesta religiosa en honor a la Inmaculada Concepción en la que se organizan procesiones, bailes populares y vaquerías.
  - Del 29 de enero al 2 de febrero, fiesta a la Virgen de la Candelaria.
  - En marzo, hay un carnaval popular.